# Фабри, Григорий
Григорий Фабри (словац. Gregorius Fábry, 1718—1774) — словацкий писатель; был ректором евангелической коллегии, потом суперинтендентом.
Издал много латинских стихотворений и речей на разные случаи, а также два стихотворения на чешском языке (1773 г.): «Žalozpěv na smrt Tom. Deseffyho, inspektora okr. zàtisského» и «Napomenuti k životu šlechetnému». Его главный труд: «Considerationes rei scholasticae ad publ. juventutis patriae emolumentum in melius vertendae» (Вена, 1773).